# اریکا مدوتسکی
اریکا مدوتسکی (مجاری: Erika Medveczky؛ زادهٔ ۱۹ ژوئن ۱۹۸۸) قایقران کانو زن اهل مجارستان است.
وی در مسابقات کشوری و بین‌المللی در مجموع برندهٔ ۱۴ مدال طلا، ۴ مدال نقره، ۴ مدال برنز شده‌است.